# Paweł Migula
Paweł Janusz Migula (ur. 23 lipca 1945 w Krakowie, zm. 22 grudnia 2024 w Lubomierzu) – polski biolog, profesor, prorektor UŚ (1992–1995), dziekan WBiOŚ UŚ (1979–1981).

## Życiorys
Syn Pawła i Janiny. Był absolwentem Uniwersytetu Jagiellońskiego, w 1974 r. obronił pracę doktorską, w 1988 r. habilitował się. W 1994 r. uzyskał tytuł profesora nauk biologicznych.
Został członkiem Krajowej Komisji Etycznej do spraw Doświadczeń na Zwierzętach Ministerstwa Nauki i Szkolnictwa Wyższego i członkiem rady naukowej w Instytucie Ekologii Terenów Uprzemysłowionych.

## Odznaczenia
- Krzyż Kawalerski Orderu Odrodzenia Polski (1999)[5]